# Gérard Gachet
Pour les articles homonymes, voir Gachet.
Gérard Gachet, né le 24 janvier 1951, est un journaliste et homme politique français. Ancien directeur de la rédaction de l'hebdomadaire Valeurs actuelles, il est nommé en janvier 2008 porte-parole du ministère de l'Intérieur, de l'Outre-mer et des Collectivités territoriales, puis le 4 janvier 2012, directeur de la délégation à l’information et à la communication de la défense (Dicod). Il est nommé, le 26 juillet 2012, délégué ministériel à la jeunesse et à l'égalité des chances, auprès de la Commission Armées Jeunesse.
Elu dans le 16éme arrondissement de Paris depuis 2008, il occupe le poste d'adjoint au maire chargé de la sécurité et de la prévention de la délinquance depuis 2010.
Il est candidat aux élections législatives anticipées de 2024 pour la Quatorzième circonscription de Paris.

## Biographie
Il effectue sa scolarité d'abord au Cours Saint-Louis de 1954 à 1962 puis ses études secondaires au lycée Condorcet de 1963 à 1968, qu'il termine au lycée privé Saint-François-de-Sales d'Évreux de 1968 à 1969.
Au milieu des années 1970, il milite pendant un temps au Parti des forces nouvelles, un « engagement de jeunesse comme d'autres ont été trotskistes, mais de l'autre côté », motivé par « 1968, la guerre du Viêt Nam et la détestation du communisme »,.
Diplômé du Centre de formation des journalistes en 1977, il travaille jusqu'en 2000 au journal Le Figaro comme secrétaire de rédaction, rédacteur, chef de service puis rédacteur en chef.
Candidat en 1983 sur les listes d'union RPR-UDF-CNI menées par Jacques Chirac, il a été conseiller du 19e arrondissement de 1983 à 2001 et adjoint au maire de cet arrondissement de 1989 à 1995. En mars 2008, il a été élu conseiller du 16e arrondissement de Paris.
En 2000, il quitte Le Figaro pour devenir directeur de la rédaction de l'hebdomadaire Valeurs actuelles.
Chroniqueur régulier en 2007 sur I-Télé dans l'émission N’ayons pas peur des mots, il a été nommé en janvier 2008 par Michèle Alliot-Marie porte-parole du ministère de l'Intérieur, de l'Outre-mer et des Collectivités territoriales.
En janvier 2012, il est nommé directeur de la Délégation à l'information et à la communication de la Défense (DICoD). En juillet 2012, il devient délégué ministériel à la jeunesse et à l'égalité des chances, auprès de la Commission Armées Jeunesse.

## Mandats politiques
- Conseiller d'arrondissement (Les Républicains) du 16e arrondissement de Paris, 2008-aujourd'hui
- Adjoint au maire (Les Républicains) du 16e arrondissement de Paris, chargé de la sécurité et de la prévention de la délinquance, 2010-aujourd'hui

## Décoration
- Chevalier de la Légion d'honneur (2023)[7]

## Publications
- Allo Paris bobo (avec Claude Goasguen), éditions Ramsay, 2006
- La France sans complexe, éditions du Rocher, 2007
- Les forces politiques françaises (ouvrage collectif), Presses universitaires de France, 2008
- Mai 68, la grande arnaque, éditions Alphée, 2008